# Güzeltepe, Söke
Güzeltepe là một xã thuộc huyện Söke, tỉnh Aydın, Thổ Nhĩ Kỳ. Dân số thời điểm năm 2010 là 169 người.